# Eucorma euphaena
Eucorma euphaena är en fjärilsart som beskrevs av Jordan 1907. Eucorma euphaena ingår i släktet Eucorma och familjen bastardsvärmare. Inga underarter finns listade i Catalogue of Life.